# خانه قادر تکمیلی فرد
خانه قادر تکمیلی فرد مربوط به دوره قاجار است و در شیراز، گذر سنگ سیاه، پلاک ۲۰ واقع شده و این اثر در تاریخ ۱۰ خرداد ۱۳۸۲ با شمارهٔ ثبت ۸۶۷۷ به‌عنوان یکی از آثار ملی ایران به ثبت رسیده است.